# Карпиков Дмитро Леонідович
Дмитро Леонідович Карпиков (6 січня 1974, м. Кірово-Чепецьк, СРСР) — білоруський хокеїст, воротар. Майстер спорту.
Вихованець хокейної школи «Олімпія» (Кірово-Чепецьк). Виступав за ХК «Воронеж», «Олімпія» (Кірово-Чепецьк), «Керамін» (Мінськ), ХК «Гомель», «Шахтар» (Солігорськ).
У складі національної збірної Білорусі провів 8 матчів (8 пропущених шайб).
Досягнення
- Бронзовий призер чемпіонату Білорусі (2010)
- Володар Кубка Білорусі (2008).